# Lövberga gård
Lövberga gård ligger i Lövbergaviken i Saltsjö-Boo och var ursprungligen en enkel manbyggnad som uppfördes omkring år 1830. Vid den tiden lydde Lövberga under Kummelnäs gård och huset var bostad åt mjölnaren vid Lövberga kvarn.
Runt år 1910 förvärvades byggnaden av direktören Carl Söderberg som lät bygga om från en panelad timmerbyggnad med två våningar och sadeltak, till en ståndsmässig gård med mansardvåning och brutet tak. Följande ägare fortsatte omvandlingen och lät bygga på huset med en tredje våning.